# Бхакти Вигьяна Госвами
Бха́кти Вигья́на Госва́ми (Бхактивигья́на Госвами; IAST: Bhakti Vijñāna Gosvāmī; домонашеское имя — Вайдьяна́тх(а) Да́с(а), IAST: Vaidyanātha Dāsa; имя при рождении — Вади́м Миха́йлович Туне́ев, род. 30 августа 1956, Ташкент, Узбекская ССР) — индуистский кришнаитский религиозный деятель, один из духовных лидеров Международного общества сознания Кришны (ИСККОН), ученик Радханатха Свами. Руководитель российского отделения ИСККОН — «Центра обществ сознания Кришны в России» (ЦОСКР), член Руководящего совета ИСККОН, один из «инициирующих гуру» ИСККОН. Член актива Общества культурного и делового сотрудничества с Индией. Кандидат химических наук, специалист в области молекулярной биологии.

## Биография

### Семья, детские годы
Вадим Тунеев родился 30 августа 1956 года в Ташкенте. Мать Вадима — учёный-филолог, кандидат наук; отец — выпускник финансового института, работал заведующим кафедрой кибернетики в Ленинградском сельскохозяйственном институте, дед Вадима также был учёным — профессором и заведующим кафедрой. Когда родился Вадим, у его родителей ещё не было своей квартиры, и ребёнка взяли к себе на попечение дедушка с бабушкой. С ними он оставался жить в Ташкенте до 17-ти лет. Дед Вадима был наиболее близким ему членом семьи.
В 1960 году в семье Вадима родилась сестра Ольга. В 1966 году, когда Вадиму было десять лет, дом, в котором он жил со своим дедом, был разрушен в результате Ташкентского землетрясения. Дом его родителей не пострадал, поскольку был относительно новым и располагался на окраине города. После землетрясения семья Тунеевых переехала жить к прабабушке Вадима, где и проживала до тех пор, пока бабушке и дедушке не дали новую квартиру. В конце 1960-х годов Тунеевы переехали в Ленинград.
С детства Вадим увлекался химией, проводил химические опыты. По воспоминаниям сестры Вадима, Ольги, однажды он пригласил в гости девочку-одноклассницу и чтобы произвести на неё впечатление стал показывать ей химический фокус. Сделав в консервной банке реактив, Вадим поджёг его, но не успел вовремя убрать руку и получил ожог второй степени.

### Учёба в МГУ им. Ломоносова, начало духовных поисков (1973—1978)
В 1973 году Вадим окончил школу с золотой медалью и поступил на химический факультет МГУ имени М. В. Ломоносова. На выбор рода деятельности Вадима непосредственное влияние оказал его дед, который был учёным. Как позднее вспоминал Бхакти Вигьяна Госвами, на первом же курсе его постигло «жуткое разочарование». Ему претила идея заниматься химией всю свою жизнь, «жить ради периодической системы Менделеева и каких-то химических реакций». Несмотря на «внутреннее отторжение к науке», Вадим учился успешно, был комсоргом, приобрёл много друзей.
Одной из вех на духовном пути Вадима стала смерть его однокурсника Ивана Раевского. Больше всего Вадим был потрясён тем, что Раевский, несмотря на то, что был смертельно болен раком, до самых последних дней сдавал зачёты. В 1975 году он начал общаться с сокурсником-баптистом, который прославился на весь университет тем, что на экзамене по научному атеизму заявил о своей вере в Бога. Хотя сам Вадим в то время не был верующим, его заинтересовало наличие у студента-баптиста «каких-то принципов и каких-то идей». От него Вадим получил «Евангелие от Иоанна» и другие книги. Однако, в христианском вероучении Вадим не нашёл удовлетворительных ответов на свои вопросы. В частности, его не устроила «абстрактная перспектива» единения души с Богом в раю.

### Обращение в вайшнавизм
С гаудия-вайшнавизмом Вадим впервые познакомился в 1978 году, через студента-кришнаита по имени Джапа, который жил с ним в общежитии МГУ, в разных комнатах одного двухкомнатного блока. В том же году Вадим поступил в аспирантуру Института молекулярной биологии Академии наук СССР. У него открылись перспективы для того, чтобы остаться в Москве и заниматься научной работой.
В результате общения с Джапой Вадим стал вегетарианцем, впервые прочёл базовый текст вайшнавизма «Бхагавад-гиту», начал повторять мантру «Харе Кришна» на чётках и посещать религиозные собрания на квартирах московских кришнаитов. Он также посещал программы, которые кришнаиты проводили в читальном зале общежития Московского инженерно-физического института. В этих собраниях участвовало по несколько десятков студентов, а вёл их кришнаитский проповедник Сергей Митрофанов (Сурья Даса). Он работал в основанной на общественных началах лаборатории члена-корреспондента АН СССР А. Г. Спиркина, в которой изучались паранормальные эзотерические явления. Сергей Митрофанов рассказывал своим слушателям о биополях, об энергетике, о том, что он может видеть ауру и диагностировать по ней имеющиеся у человека болезни. Иногда на этих собраниях выступал с проповедями «первый советский кришнаит» Ананта Шанти Дас (Анатолий Пиняев). Так как в те годы книги Бхактиведанты Свами Прабхупады ещё не были переведены на русский язык, Ананта Шанти был для новообращённых основным источником сведений о новой религии.
В 1983 году Вадим получил духовное посвящение и санскритское имя «Вайдьянатха Даса» от Харикеши Свами — американского ученика Бхактиведанты Свами Прабхупады, в то в то время руководившего деятельностью ИСККОН в СССР.

### Преследования со стороны КГБ
В 1982 году начались преследования со стороны КГБ, и кришнаиты вынуждены были уйти в подполье. Свои религиозные собрания они теперь проводили в подмосковных лесах. В 1982 году посадили первых двух из наиболее активных кришнаитских проповедников (Вишвамитру и Сурью) и в советской прессе развернулась антикришнаитская информационная кампания. Советская пресса объявила ИСККОН американской «антикоммунистической сектой», осуществляющей «идеологическую диверсию» против СССР. Несмотря на это, Вайдьянатха продолжал приводить на проповеднические программы новых людей из числа своих знакомых и друзей.
В начале 1983 года настал черёд Вайдьянатхи: к нему на работу пришёл офицер КГБ «полковник Белопотапов», занимавшийся делом кришнаитов, и предложил ему сотрудничать с органами госбезопасности. Вайдьянатха нашёл в себе мужество то ли отказаться от сотрудничества, заявив, что это «противоречило его принципам», то ли принять. После этого на какое-то время КГБ оставил Вайдьянатху в покое, хотя тот чувствовал, что за ним следили.
Вскоре Вайдянатха оказался в гуще событий. Произошло это после того, как он устроил в квартире, ключи от которой ему дал один сотрудник НИИ, празднование кришнаитского фестиваля Гаура-пурнима — празднование, которое впоследствии ставилось в вину многим кришнаитам, принявшим в нём участие. На состоявшемся в Москве судебном процессе над кришнаитскими миссионерами Вайдьянатха выступил в качестве «свидетеля».
После завершения процесса запуганный массированным давлением и допросами Вайдьянатха переехал жить в свой родной город Ташкент. Там его несколько раз вызывали в прокуратуру на беседу со следователем КГБ. Дед Вайдьянатхи, занимавший довольно высокое положение, понял, что у его внука были проблемы, и попытался как-то помочь, но ему ничего не удалось. Несмотря на пристальное внимание со стороны КГБ, Вайдьянатха продолжал общаться с кришнаитами. Через какое-то время он набрался смелости и перестал приходить на беседы со следователем, что осталось без последствий.

### Возвращение в Москву
Вскоре Вайдьянатха вернулся в Москву, где занимался переводом или редактированием вайшнавских книг. Прошло несколько лет. По предложению руководителя издательства ИСККОН «Бхактиведанта Бук Траст» Киртираджи Дасы была организована поездка Вайдьянатхи в Швецию. Киртирадж хотел, чтобы Вайдьянатха занялся там переводом книг Бхактиведанты Свами Прабхупады. Вайдьянатхе, однако, не хотелось уезжать, так как ему нравилось общество российских вайшнавов и та работа, которую он выполнял. Поэтому он оттягивал свой отъезд за границу.

### Защита кандидатской диссертации и эмиграция в Швецию (1987—1988)
Хотя Вайдьянатхе запретили защитить кандидатскую диссертацию, он продолжал работать в одном из московских институтов. Спустя какое-то время, в 1987 году, когда всё затихло, по предложению своего шефа Вайдьянатха наконец-то защитил кандидатскую диссертацию на тему «Структура нуклеосом. Разработка методов локализации взаимодействующих с ДНК участков молекул гистонов». Вскоре после этого Вайдьянатху снова вызвали в прокуратуру и сказали, что на него заводят уголовное дело и что его намереваются посадить. В тот же день Вайдьянатху уволили с работы. Он пытался устроиться на какую-то другую работу по своей специальности, но безрезультатно. После этого Вайдьянатха жил около года в Литве, где занимался переводом текстов с английского, а потом какое-то время — в Ленинграде и других местах. Затем он оформил документы и в 1988 году уехал в Швецию, где сумел остаться, заключив фиктивный брак.

### Работа в шведском филиале издательства «Бхактиведанта Бук Траст» (1989—1995)
В то время в Швеции из русских были только двое кришнаитов: Ведавьяса Даса и Сатья Деви Даси. Первый год там оказался одним из самых тяжёлых периодов в жизни Бхакти Вигьяны Госвами. Ему было трудно привыкнуть к чужому менталитету и новому образу жизни.
В Швеции он возглавлял линию переводов на русский и на другие языки бывшего Советского Союза в издательстве «Бхактиведанта Бук Траст» (ББТ) . Он играл там заметную роль, под его началом работало много людей. Границы в то время уже были открыты, люди стали ездить свободно. В 1991 году, когда появился храм ИСККОН в Москве на станции метро «Беговая», Вайдьянатха посетил Москву. Киртираджа Даса, который в то время был во главе управления ИСККОН в России, посоветовал Вайдьянатхе вернуться на родину и возглавить московский храм. Однако духовный учитель Вайдьянатхи, Харикеша Свами, посоветовал ему остаться в Швеции и продолжать работу над редактированием и переводом книг.

### Возвращение в Россию и деятельность в руководстве ИСККОН (1995—2005)
В 1995 году Вайдьянатха Даса вернулся в Россию и возглавил «Центр обществ сознания Кришны в России (ЦОСКР)». Вскоре, благодаря своим лекциям и семинарам, он стал одним из самых известных кришнаитских проповедников в России и странах бывшего СССР. В 1996 году Вайдьянатха стал первым в истории членом Руководящего совета ИСККОН, который не был учеником Бхактиведанты Свами Прабхупады. В качестве проповедника и ведущего вайшнавского радио «Кришналока», «внимательно изучающий древние священные тексты учёный» смог вдохновить на принятие практики бхакти-йоги многих людей, которые в силу материалистического воспитания видели в религии пустую сентиментальность, несовместимую с научным мировоззрением.
После того, как духовный учитель Вайдьянатхи Харикеша Свами ушёл из ИСККОН в 1998 году, Вайдьянатха Даса принял другого духовного учителя — Радханатха Свами. 4 августа 2001 года первым среди российских вайшнавов ИСККОН Вайдьянатха получил монашеский статус санньяси (отречение от мира, являющееся высшей ступенью духовной жизни в индуизме) и при этом принял новое духовное имя «Бхакти Вигьяна Госвами». В 2005 году Бхакти Вигьяна Госвами получил право принимать учеников и стал первым «инициирующим гуру» ИСККОН из россиян.

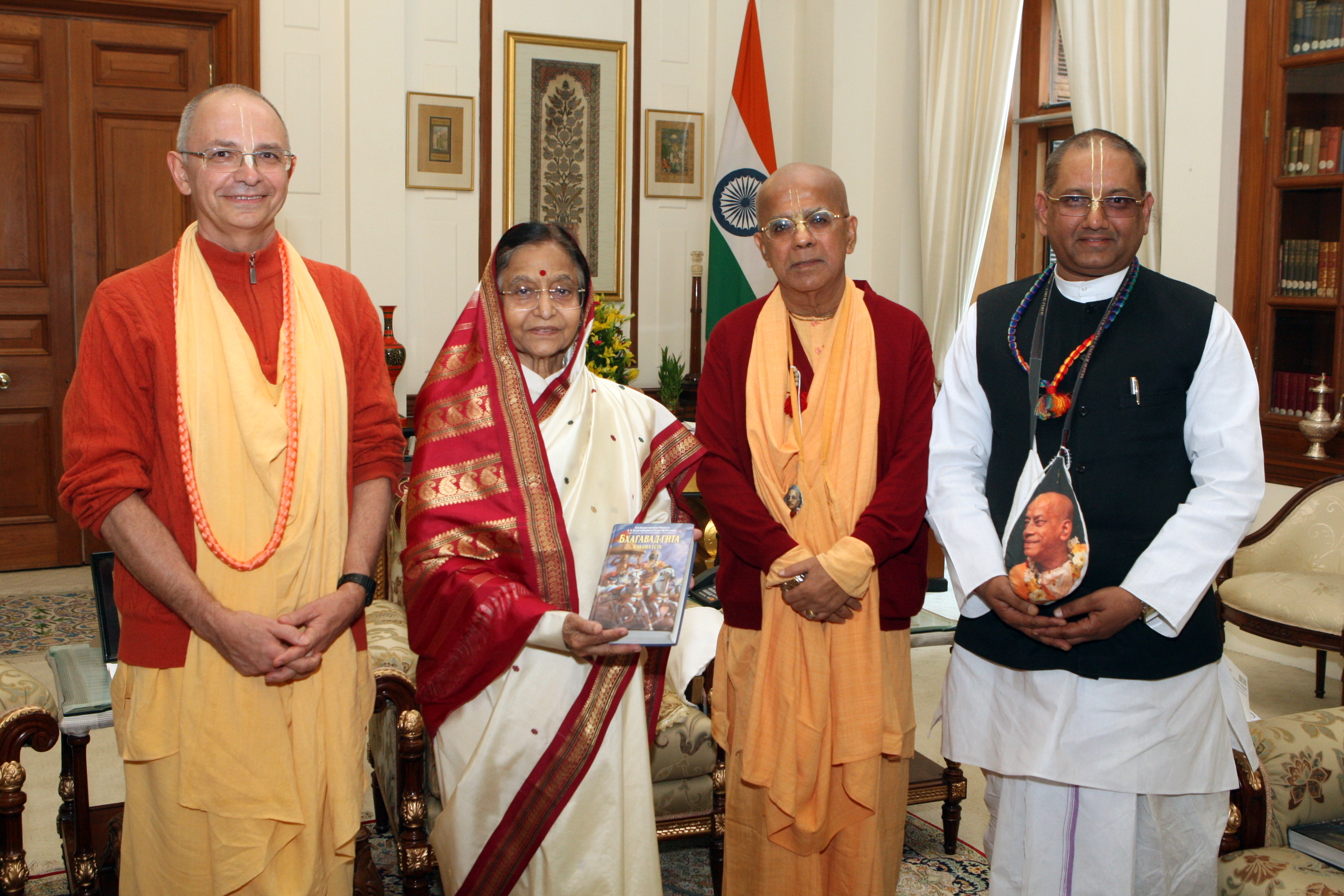
Президент Индии Пратибха Патил получает в подарок «Бхагавад-гиту как она есть» от Бхакти Вигьяны Госвами (первый слева) и Гопала Кришны Госвами (третий слева). Нью-Дели, февраль 2011 года.

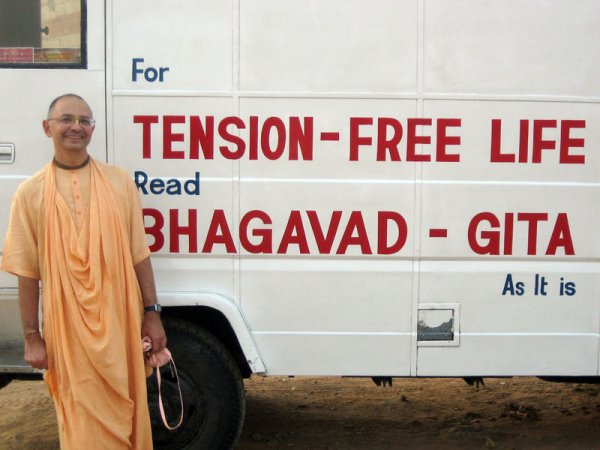

## Увлечения, литературная деятельность
Бхакти Вигьяна Госвами увлекается поэзией, музыкой, философией, историей; занимается хатха-йогой. Свободно владеет английским, серьёзно изучает санскрит, бенгали, хинди. В 2001 году издательством «Философская книга» был опубликован сделанный им стихотворный перевод с бенгальского языка книги Бхактивиноды Тхакура «Шаранагати».

## Признание и награды
В 2010 году Совет по общественным наградам Российской Федерации наградил Бхакти Вигьяну Госвами медалью «За профессионализм и деловую репутацию» 3-й степени «за заслуги в деле укрепления российско-индийских дружественных связей, за вклад в популяризацию духовно-культурного литературного наследия Индии».